# Registergericht
Registergericht ist im deutschen Rechtswesen die Bezeichnung für Amtsgerichte, die folgende Register führen:
- das Handelsregister
- das Genossenschaftsregister
- das Gesellschaftsregister
- das Partnerschaftsregister
- das Vereinsregister
- das Güterrechtsregister
- das Schiffsregister

Handels-, Genossenschafts-, Vereins- und Partnerschaftsregister werden inzwischen in elektronischer Form und meist konzentriert bei dem Amtsgericht geführt, das am Sitz des zuständigen Landgerichts seine Niederlassung hat. Güterrechtsregister werden in der Regel bei dem jeweils örtlich zuständigen Amtsgericht geführt.
Die Führung der Register erfolgt durch Eintragungen eintragungsfähiger Rechtsänderungen und Tatsachen sowie deren Löschung; Eintragung und Löschung werden grundsätzlich nur auf der Grundlage einer notariell beglaubigten Anmeldung vorgenommen. Eintragungen oder Löschungen von Amts wegen hingegen sind eher selten.
Bei der Führung der Register kommt insbesondere das jeweilige materielle Recht (Handelsgesetzbuch, Bürgerliches Gesetzbuch, Genossenschaftsgesetz, Partnerschaftsgesellschaftsgesetz, Umwandlungsgesetz) zur Anwendung. Das Verfahren selbst richtet sich dann neben  dem  Gesetz über das Verfahren in Familiensachen und in den Angelegenheiten der freiwilligen Gerichtsbarkeit (FamFG) insbesondere nach den spezifischen Rechtsverordnungen (z. B. Handelsregisterverordnung oder Vereinsregisterverordnung).